# Strażnica WOP Radoszyce
Strażnica Wojsk Ochrony Pogranicza Radoszyce – zlikwidowany podstawowy pododdział graniczny Wojsk Ochrony Pogranicza pełniący służbę graniczną na granicy polsko-czechosłowackiej.

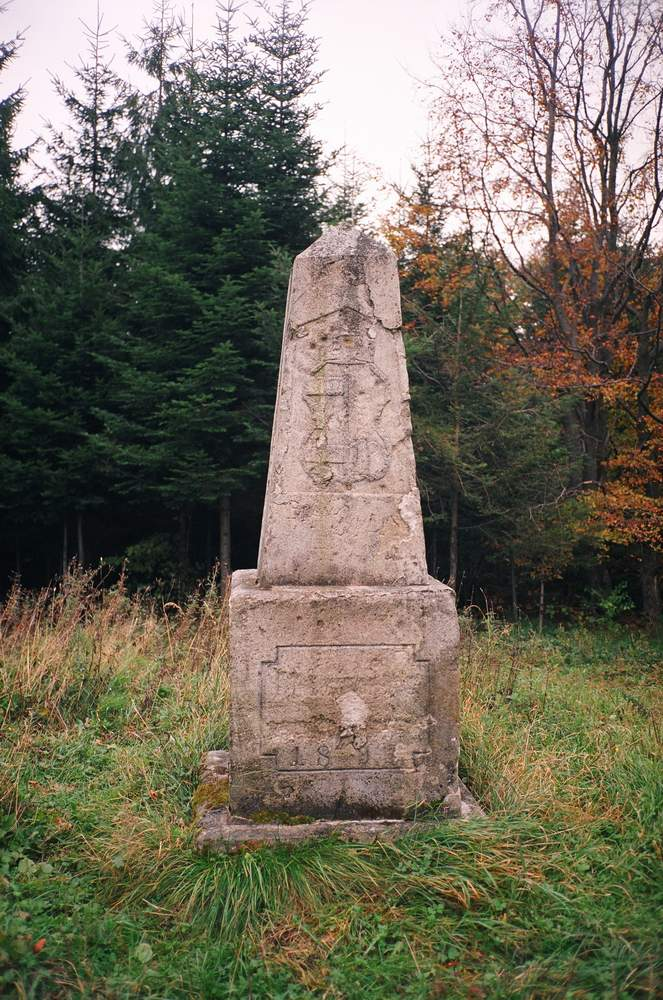
Węgierski znak graniczny na Przełęczy Radoszyckiej z 1896 delimitujący granicę Królestwa Węgier i Galicji (listopad 2005)

## Formowanie i zmiany organizacyjne
Strażnica została sformowana w 1945 w strukturze 38 komendy odcinka Komańcza jako 173 strażnica WOP (Radoszyce) o stanie 56 żołnierzy. Kierownictwo strażnicy stanowili: komendant strażnicy, zastępca komendanta do spraw polityczno-wychowawczych i zastępca do spraw zwiadu. Strażnica składała się z dwóch drużyn strzeleckich, drużyny fizylierów, drużyny łączności i gospodarczej. Etat przewidywał także instruktora do tresury psów służbowych oraz instruktora sanitarnego.
W marcu 1947 sformowano Krośnieńską Komendę WOP w Krośnie w skład której została włączona Strażnica WOP Radoszyce.
W związku z reorganizacją oddziałów WOP, 24 kwietnia 1948 173 strażnica OP Radoszyce została włączona w struktury 41 samodzielnego batalionu Wojsk Ochrony Pogranicza w Krośnie, a w 1950 1 Brygady WOP w Krośnie.
W 1952, w związku z rozformowaniem 1 Brygady WOP w Krośnie, odcinek i pododdziały przejęła 26 Brygada WOP w Przemyślu, na bazie rozformowanego 35 batalionu OP sformowano 264 batalion WOP w Baligrodzie, i włączono w jego struktury też strażnicę w Radoszycach, która miała numer 173 w skali kraju.
Od 15 marca 1954 wprowadzono nową numerację strażnic, a strażnica WOP Radoszyce II kategorii otrzymała nr 173 w skali kraju, w strukturach 264 batalionu WOP.
W 1957, w 3 Brygadzie WOP w Nowym Sączu przeformowano 18 strażnic WOP w placówki WOP, w tym strażnicę WOP w Radoszycach.
1 stycznia 1960 była jako 30 placówka WOP Radoszyce kategorii II w strukturach 264 batalionu WOP w Sanoku 3 Brygady WOP w Nowym Sączu.
W wyniku zmian organizacyjnych w 3 Karpackiej Brygadzie WOP, w 1963 placówkę WOP nr 30 przeniesiono z Radoszyc do Komańczy i 1 stycznia 1964 była jako 24 placówka WOP Komańcza kategorii II.

## Ochrona granicy
W październiku 1945 Naczelny Dowódca Wojska Polskiego nakazywał sformować na granicy państwowej 51 przejściowych punktów kontrolnych. W wyniku czego, w 1945 na odcinku strażnicy został utworzony Przejściowy Punkt Kontrolny Radoszyce (PPK Radoszyce) nr 31 – drogowy III kategorii o etacie nr 8/12. Obsada PPK składała się z 10 żołnierzy i 1 pracownik cywilny z podległym przejściem granicznym:
- Radoszyce-Palota (drogowe).

## Zasięg terytorialny
W 1960, 30 placówka WOP Radoszyce II kategorii ochraniała odcinek granicy państwowej o długości 14 000 m:
- Włącznie od znaku granicznego nr I/100 , wyłącznie do znaku granicznego nr I/122.

## Strażnice/placówki sąsiednie
- 172 strażnica WOP Łupków ⇔ 174 strażnica WOP Jasiel – 1946
- 172 strażnica OP Łupków ⇔ 174 strażnica OP Jasiel – 1949
- 172 strażnica WOP Łupków kat. III ⇔ 174 strażnica WOP Jasiel kat. III – 15.03.1954
- 31 placówka WOP Łupków kat. II ⇔ 29 placówka WOP Lipowiec kat. II – 1.01.1960